# Instrucció per parelles
La instrucció per parelles és una evidència basada en un mètode d'ensenyament interactiu popularitzat pel professor de Harvard Eric Mazur a principi de l'any 1990.
Originalment s'utilitzava en moltes escoles, incloent-hi les classes introductòries de Física de la Universitat Harvard. La instrucció per parelles s'utilitza en diverses disciplines i institucions de tot el món. És un enfocament centrat en l'estudiant que consisteix a donar la volta a l'aula tradicional movent la transferència d'informació cap a fora i movent l'assimilació de la informació, o l'aplicació d'aprenentatge, a l'aula. Hi ha una certa investigació que dona suport a l'eficàcia de la instrucció per parelles sobre els mètodes més tradicionals d'ensenyament, com ara classe magistral.
La instrucció per parelles com a sistema d'aprenentatge involucra els estudiants. Els prepara per aprendre fora de classe, emprant lectures prèvies a la classe i responent preguntes sobre aquestes lectures i utilitzant un altre mètode, anomenat Just in Time Teaching. Després, a la classe, l'instructor involucra els estudiants a plantejar-se preguntes preparades, conceptuals o proves de conceptes que es basen en les dificultats dels alumnes.

El procediment d'interrogació descrit per Eric Mazur és el següent:
1. L'instructor planteja la pregunta sobre la base de les respostes dels estudiants a la lectura prèvia a la classe.
2. Els estudiants reflexionen sobre la qüestió.
3. Els estudiants es comprometen a una resposta individual.
4. L'instructor revisa les respostes dels estudiants.
5. Els estudiants discuteixen les seves idees i respostes amb els seus companys.
6. Els estudiants llavors comprometen un altre cop a una resposta individual.
7. L'instructor revisa de nou les respostes i decideix si es necessita més explicació abans de passar al concepte següent.[1][4]

La instrucció per parelles ara s'utilitza en una varietat d'institucions a tot el món i en moltes altres disciplines, com ara la filosofia, la psicologia, la geologia, la biologia, les matemàtiques, la informàtica i l'enginyeria.